# 刘振兴
刘振兴（1929年9月14日—2016年3月23日），中国空间物理学家。出生于山东省昌乐县营子村。1955年毕业于南京大学气象系。1961年获中国科学院地球物理研究所副博士学位。1995年当选为中国科学院院士。中国科学院空间科学与应用研究中心研究员。2001年获何梁何利奖。
1986－1988年，刘振兴首次提出了流体涡旋诱发磁场重联（VIR）的新概念，建立了涡旋诱发重联理论模型，被国际同行专家公认为当前国际上最主要的三个瞬时重联模型之一。1997年，刘振兴先生等人提出了地球空间双星探测计划，後出任中国地球空间双星探测计划首席科学家。